# Convite para ouvir Chrystian & Ralf
Convite para ouvir Chrystian & Ralf é uma coletânea dupla da dupla sertaneja brasileira Chrystian & Ralf, lançada em 1988. Recebeu disco de ouro pelas 100 mil cópias vendidas.

## Faixas
| N.º | Título                                      | Compositor(es)                                  | Duração |  |
| 1.  | "Quebradas da Noite"                        | Zimar Rodrigues / Professor Cairo               | 2:56    |  |
| 2.  | "Casa da Esquina"                           | Gino / Geno / Mangabinha                        | 2:45    |  |
| 3.  | "Amargurado" (part. Tião Carreiro)          | Tião Carreiro / Dino Franco                     | 3:12    |  |
| 4.  | "Gemidos Abafados"                          | Carreirito / Morandi                            | 2:50    |  |
| 5.  | "Anoche Estuve Llorando"                    | Cuco Sánchez                                    | 3:49    |  |
| 6.  | "Camisa Manchada"                           | Rionegro / Domiciano                            | 3:05    |  |
| 7.  | "Cachorro de Madame"                        | Chamberlain / José Raimundo                     | 2:28    |  |
| 8.  | "Pranto de Saudade"                         | Vicente Dias                                    | 2:39    |  |
| 9.  | "Noite de Tortura"                          | Chrystian / Ralf                                | 3:08    |  |
| 10. | "Piscina"                                   | José Fortuna / Paraíso                          | 4:24    |  |
| 11. | "Flecha Certeira"                           | Carreirito / Ralf                               | 3:00    |  |
| 12. | "Louca Paixão"                              | Carreirito / Dr. Pedro                          | 2:08    |  |
| 13. | "Desencontro"                               | Chrystian / Ralf                                | 2:54    |  |
| 14. | "Dona de Casa"                              | Benedito Seviero / Waldemar de Freitas Assunção | 2:50    |  |
| 15. | "Poeira"                                    | Luíz Bonan / Serafim C. Gomes                   | 3:40    |  |
| 16. | "Esta Noite Eu Queria Que o Mundo Acabasse" | Sílvio Lima                                     | 3:29    |  |
| 17. | "Vestido Colado"                            | José Fortuna / Paraíso                          | 2:10    |  |
| 18. | "Medicina Legal"                            | Chrystian / Vicente Dias                        | 2:55    |  |
| 19. | "A Deserdada"                               | Jardel / Neucy de Freitas                       | 3:33    |  |
| 20. | "Berrante de Madalena"                      | Faísca                                          | 2:59    |  |

## Certificações
| Brasil (ABPD)                             | Ouro | 1988 | 100.000* |
| *número de vendas baseado na certificação |      |      |          |